# فابیانو لیما رودریگز
فابیانو لیما رودریگز بازیکن فوتبال اهل برزیل است.